# Thomas Poulsen
Thomas Poulsen   () és un remer danès, ja retirat, guanyador d'una medalla olímpica.
El 1996 va prendre part en els Jocs Olímpics d'Estiu d'Atlanta, on guanyà la medalla d'or en la prova del quatre sense timoner lleuger del programa de rem.
En el seu palmarès també destaquen set medalles en el Campionat del món de rem, cinc d'or i dues de plata, entre les edicions de 1992 i 1999.